# Ceratodoryctes annulatus
Ceratodoryctes annulatus är en stekelart som beskrevs av Belokobylskij, Iqbal och Austin 2004. Ceratodoryctes annulatus ingår i släktet Ceratodoryctes och familjen bracksteklar. Inga underarter finns listade i Catalogue of Life.